# Tuszów Narodowy (gemeente)
De gemeente Tuszów Narodowy is een landgemeente in het Poolse woiwodschap Subkarpaten, in powiat Mielecki.
De zetel van de gemeente is in Tuszów Narodowy.
Op 30 juni 2004 telde de gemeente 7421 inwoners.

## Oppervlakte gegevens
In 2002 bedroeg de totale oppervlakte van gemeente Tuszów Narodowy 89,51 km², waarvan:
- agrarisch gebied: 61%
- bossen: 32%

De gemeente beslaat 10,17% van de totale oppervlakte van de powiat.

## Demografie
Stand op 30 juni 2004:
| Omschrijving                   | Totaal | Totaal | Vrouwen | Vrouwen | Mannen | Mannen |
| ------------------------------ | ------ | ------ | ------- | ------- | ------ | ------ |
| eenheid                        | aantal | %      | aantal  | %       | aantal | %      |
| inwoners                       | 7421   | 100    | 3697    | 49,8    | 3724   | 50,2   |
| bevolkingsdichtheid (inw./km²) | 82,9   | 82,9   | 41,3    | 41,3    | 41,6   | 41,6   |

In 2002 bedroeg het gemiddelde inkomen per inwoner 1298,27 zł.

## Plaatsen
- Babicha
- Borki Nizińskie - 1529
- Czajkowa - 1569
- Dębiaki - 1837
- Grochowe - 1660
- Grochowe II
- Jaślany
- Józefów - Josefsdorf, Józefów
- Ławnica - 1510 Trześń
- Malinie - 1453
- Pluty - 1732
- Sarnów - Reichscheim, Sarnów
- Tuszów Mały
- Tuszów Narodowy - 1456 'Tuszów', Tuszów Narodowy

## Aangrenzende gemeenten
Baranów Sandomierski, Cmolas, Gawłuszowice, Mielec, Mielec, Padew Narodowa